# 洛塔基农村居民点
洛塔基农村居民点（俄语：Лотаковское сельское поселение）是俄罗斯联邦布良斯克州红戈拉区所属的一个农村居民点。其下辖有11个居民点，行政中心为洛塔基。据2015年统计，该农村居民点的人口为852人。